# Michael Lang (futebolista)
Michael Lang (São Galo, 8 de fevereiro de 1991), é um futebolista Suíço que atua como lateral-direito e meia-direita. Atualmente, joga pelo Basel, da Suíça e também é presença constante nas convocações da Seleção Suíça de Futebol.

## Carreira
Lang fez parte do elenco da Seleção Suíça de Futebol da Copa de 2014, da Eurocopa de 2016 e da Copa do Mundo FIFA de 2018.